# NGC 3563
NGC 3563 é uma galáxia lenticular (SB0) localizada na direcção da constelação de Leo. Possui uma declinação de +26° 57' 51" e uma ascensão recta de 11 horas, 11 minutos e 25,2 segundos.